# غل مغان (بالغلو)
غل مغان (بالفارسية: گل‌مغان) هي قرية تقع في إيران في قسم بالغلو الريفي. يقدر عدد سكانها بـ 6,094 نسمة .